# Le Chevalier voleur
Pour plus de détails, voir Fiche technique et Distribution.
Le Chevalier voleur (御誂治郎吉格子, Oatsurae Jirokichi kōshi) est un film muet japonais de Daisuke Itō sorti en 1931, d'après un roman d'Eiji Yoshikawa.

## Synopsis
Japon, 1831. Jirokichi est un célèbre bandit justicier qui ne s'en prend qu'aux plus riches. Les archives de la police rapportent qu'il aurait déjà cambriolé 99 résidences de seigneurs pour un butin estimé de 7931 ryō. Poursuivi par les autorités, Jirokichi fuit vers Osaka par bateau. Lors d'une escale, il échappe à la police qui effectue une fouille grâce à la complicité de la belle Osen. Les deux jeunes gens deviennent amants et Jirokichi apprend que Nikichi, le frère d'Osen, un yakuza endetté, a pour projet de vendre sa sœur à une maison close.

## Fiche technique
- Titre : Le Chevalier voleur[1]
- Titre original : 御誂治郎吉格子 (Oatsurae Jirokichi kōshi?)
- Réalisation : Daisuke Itō

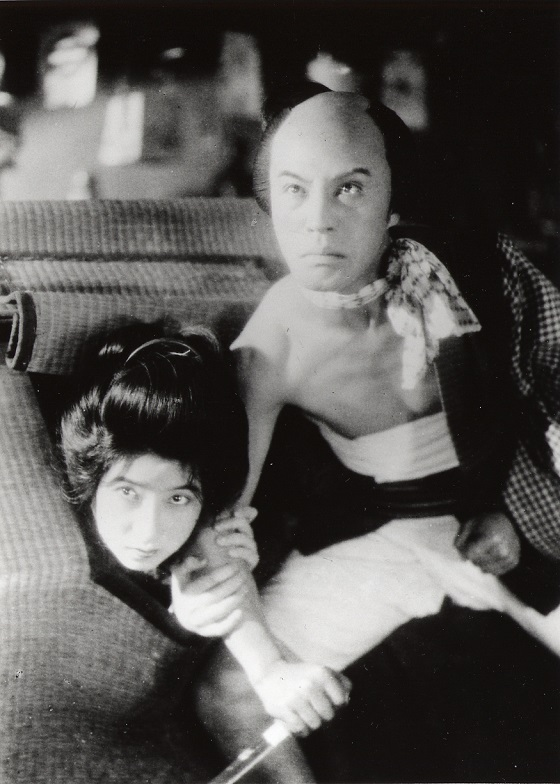
Nobuko Fushimi et Denjirō Ōkōchi dans Le Chevalier voleur.

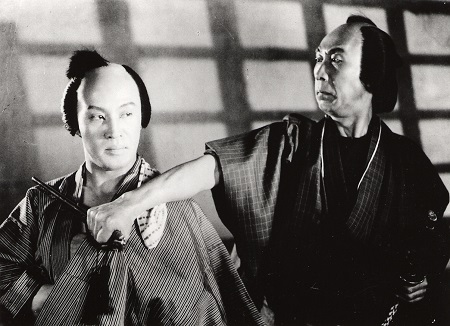
Denjirō Ōkōchi et Minoru Takase dans Le Chevalier voleur.

- Scénario : Daisuke Itō, d'après un roman d'Eiji Yoshikawa
- Photographie : Hiromitsu Karasawa
- Montage : Hiromitsu Karasawa
- Société de production : Nikkatsu
- Pays de production :  Empire du Japon
- Format : noir et blanc — 1,33:1 — 35 mm — muet
- Genres : drame ; jidai-geki ; film d'action
- Durée originale : 81 minutes[2] (métrage : neuf bobines - 2 218 m[2])
- Durée de la copie disponible : 60 minutes[2]
- Date de sortie :
  - Empire du Japon : 31 décembre 1931[2],[3]

## Distribution
- Denjirō Ōkōchi : Jirokichi
- Naoe Fushimi : Osen
- Minoru Takase : Nikichi, le frère d'Osen
- Nobuko Fushimi : Okino
- Reizaburō Yamamoto (ja) : le yoriki Shigematsu
- Sakio Yamaguchi (ja) : Yachoro, le complice de Nikichi

## Autour du film
Le Chevalier voleur est l'unique film muet de Daisuke Itō presque entièrement préservé.